# Lusići
Lusići är en ort i Bosnien och Hercegovina.   Den ligger i entiteten Republika Srpska, i den centrala delen av landet, 130 km nordväst om huvudstaden Sarajevo. Lusići ligger 757 meter över havet och antalet invånare är 116.
Terrängen runt Lusići är kuperad. Närmaste större samhälle är Mrkonjić Grad, 19,9 km söder om Lusići. 
Omgivningarna runt Lusići är en mosaik av jordbruksmark och naturlig växtlighet. Runt Lusići är det ganska tätbefolkat, med 67 invånare per kvadratkilometer.